# 廖翔华
廖翔华（1918年—2011年5月13日），男，福建将乐人，中国鱼类生物学家、教育家，曾任中山大学教授，中国鱼类学会副理事长，中国动物学会常务理事。